# 汤沐邑
湯沐邑是漢字文化圈古代貴族封地的一類。「湯沐」是指齋戒沐浴。早期作為國君、皇太子的封地，後期則多為女性皇族如公主、郡主、翁主、皇后、皇太后、未被尊为皇太后的皇帝生母等的封地。

## 起源
根据《左传》、《公羊传》，汤沐邑或朝宿邑是周代诸侯在泰山与京师驻留时的驻地，由周天子赐予。公羊传认为汤沐邑是仪式性的，是诸侯跟随天子巡狩泰山时仪轨的一部分。左传认为汤沐邑是功赏性的，赏赐给有功的诸侯。按礼记《王制》，公羊传的说法为准确。接近泰山或京师的国家，如鲁国与郑国，各于泰山和京师不设汤沐邑。